# Oh What a Night
Oh What a Night (engl. für: „Oh, was für eine Nacht“) ist ein Lied der deutschen Rockband Guano Apes, welches als erste Single aus ihrem vierten Studioalbum Bel Air ausgekoppelt wurde. Die Erstveröffentlichung fand am 18. März 2011 in Deutschland statt. In Österreich und der Schweiz wurde die Single zwei Wochen später veröffentlicht. Musik und Text des Liedes stammen von den Guano Apes, produziert wurde es von den Guano Apes und Joshua. Die Maxi-Single zu Oh What a Night enthält noch die B-Seite Fanman, welches auch auf dem Album zu finden ist. Das Cover zeigt die Guano Apes Mitglieder nebeneinander stehend und über ihnen ist ihr Logo und der Schriftzug zu Oh What a Night zu sehen.

## Musikvideo
Zum größten Teil ist im Musikvideo die Band ihren Song spielend auf einem Hochhausdach in Dubai zu sehen, dazwischen sind einzelne Sequenzen zu sehen, in denen Sandra Nasić tanzt und durch eine Stadt läuft. Regie bei diesem Video führte Markus Gerwinat.

## Mitwirkende
- Daniel Kramer: Cover
- Dennis Poschwatta: Musik, Produktion, Schlagzeug
- Godi Hildmann: Assistant Engineer
- Henning Rümenapp: Gitarre, Musik, Produktion
- Joshua: Produktion
- Kai Blankenberg: Mastering
- Maik Kroner: Drumtech
- Markus Gerwinat: Musikvideo
- Randy Staub: Mischung
- Sandra Nasić: Gesang, Musik, Text, Produktion
- Stefan Ude: Bass, Musik, Produktion
- Steffen Garhild: Assistant Engineer
- Terry Date: Mischung

## Chartplatzierungen
Oh What a Night ist die erste Singleveröffentlichung nach sechseinhalb Jahren (letzte Veröffentlichung zuvor war Break the Line im Jahr 2004). In Deutschland ist es die 14. Single der Guano Apes, die die offiziellen Singlecharts erreichte.
| ChartsChartplatzierungen | Höchstplatzierung | Wochen |
| ------------------------ | ----------------- | ------ |
| Deutschland (GfK)        | 37 (9 Wo.)        | 9      |
| Österreich (Ö3)          | 68 (1 Wo.)        | 1      |
| Schweiz (IFPI)           | 51 (1 Wo.)        | 1      |